# Happy Valley (série télévisée)
Pour les articles homonymes, voir Happy Valley.
Happy Valley est une série télévisée britannique en dix-huit épisodes de 60 minutes créée et écrite par Sally Wainwright et diffusée initialement à partir du 29 avril 2014 sur BBC One.
En France et en Suisse, la série est diffusée à partir du 31 août 2015 sur Canal+, et au Québec, à partir du 5 avril 2017 sur Max. Elle est également diffusée sur France 3 à partir du 15 mars 2018.
En 2022 sont tournés les six épisodes de la saison 3, qui clôt la trilogie, et qui est diffusée sur la BBC du 1er janvier 2023 au 5 février 2023.

## Synopsis

### Saison 1
Dans la région des vallées du Yorkshire, Catherine Cawood, âgée de 47 ans, divorcée et mère de deux enfants, exerce la fonction de sergent de police ; elle tente toujours de se remettre du suicide de sa fille, survenu huit ans auparavant. Elle élève son petit-fils, Ryan, issu du viol de sa fille par Tommy Lee Royce. Alors qu'elle semble finalement reprendre le dessus, elle apprend que Tommy, qu'elle juge responsable du suicide de sa fille, sort de prison après avoir purgé une peine pour d'autres faits. Elle devient rapidement obsédée par l'idée de se confronter à lui, ignorant qu'il est impliqué dans une organisation criminelle visant à enlever une jeune femme afin d'en obtenir une rançon.

## Fiche technique
- Titre : Happy Valley
- Création : Sally Wainwright
- Réalisation : Euros Lyn, Sally Wainwright, Tim Fywell, Neasa Hardiman
- Scénario : Sally Wainwright
- Production : Nicola Shindler, Sally Wainwright, Matthew Read
- Sociétés de production : Red Production Company (en)
- Durée des épisodes : 60 minutes
- Pays d'origine :  Royaume-Uni
- Langue originale : anglais britannique
- Dates de diffusion :
  - Royaume-Uni : depuis le 29 avril 2014 sur BBC One
  - France et Suisse : depuis le 31 août 2015 sur Canal+

## Distribution

### Acteurs principaux
- Sarah Lancashire (VF : Odile Schmitt (saison 1 et 2) puis Daria Levannier (saison 3)) : Catherine Cawood, sergent de police
- Siobhan Finneran (VF : Annie Le Youdec) : Clare Cartwright, sœur de Catherine
- James Norton (VF : Benjamin Penamaria) : Tommy Lee Royce, délinquant condamné pour trafic de drogue, employé d'Ashley, et que C. Cawood soupçonne du viol de sa fille
- Rhys Connah : Ryan Cawood, petit-fils de Catherine

### Acteurs secondaires
- George Costigan (en) (VF : Philippe Catoire) : Nevison Gallagher, homme d'affaires prospère
- Charlie Murphy (VF : Sandra Valentin) : Ann Gallagher, fille de Nevison
- Derek Riddell (VF : Constantin Pappas) : Richard Cawood, ancien mari de Catherine
- Ishida Dennison (VF : Cathy Cerda) : Joyce, employée de police
- Karl Davies (en) (VF : Benjamin Gasquet) : Daniel Cawood, fils de Catherine et Richard
- Jill Baker : Helen Gallagher
- Kelly Harrison (en) (VF : Sophie Riffont) : Ros Cawood, nouvelle femme de Richard
- Rick Warden : Mike Taylor, inspecteur de police
- Caroline O'Neill : Lynn Dewhurst
- Ramon Tikaram (en) (VF : Thierry Kazazian) : Praveen Badal, le commandant de la police du district du Yorkshire
- Shane Zaza (en) (VF : François Delaive) : Shafiq Shah, officier de police
- Susan Lynch : Alison Garrs

#### Saison 1 seulement
- Joe Armstrong (VF : Jean-Christophe Dollé) : Ashley Cowgill, promoteur immobilier et trafiquant de drogue
- Adam Long (en) (VF : Adrien Larmande) : Lewis Whippey, employé d'Ashley
- Steve Pemberton (VF : Denis Boileau) : Kevin Weatherill, comptable de Nevison Gallagher
- Jill Baker (en) (VF : Sylvie Genty) : Helen Gallagher, femme de Nevison
- Sophie Rundle (VF : Marie Diot) : Kirsten McAskill, officier de police
- Julia Ford (VF : Ninou Fratellini) : Jenny Weatherill, femme de Kevin
- Adam Nagaitis (VF : Olivier Augrond) : Brett McKendrick, un ami de Lewis
- Hannah John-Kamen (VF : Claire Morin) : Justine, secrétaire de Nevison
- Mina Anwar : Mrs Mukherjee, professeur de Ryan
- Steven Hartley (en) (VF : Patrick Béthune) : Marcus Gascoigne
- Amer Nazir : Twiggy
- Rachel Leskovac (en) : Julie Cowgill, femme d'Ashley
- Alan McKenna (en) : Phil Crabtree, détective pour la National Crime Agency

#### Saison 2 seulement
- Katherine Kelly (VF : Hélène Bizot) : Jodie Shackleton
- Julie Hesmondhalgh (en) : Amanda Wadsworth
- Shirley Henderson (VF : Marie Giraudon) : Frances Drummond
- Amelia Bullmore (VF : Ivana Coppola) : Vicky Fleming
- Kevin Doyle : John Wadsworth, lieutenant de police
- Matthew Lewis (VF : Thibaut Lacour) : Sean Balmforth
- Con O'Neill : Neil Ackroyd
- Vincent Franklin (en) (VF : François Dunoyer) : Andy Shepherd
- Robert Emms :  Daryl Garrs
- Angela Pleasence : Winnie
- Ivana Basic : Ilinka Blazevic

#### Saison 3 seulement
- Amit Shah : Faisal
- Mollie Winnard : Joanna Hepworth
- Mark Stanley : Rob Hepworth
- Anthony Skrimshire : Josip Matic
- Oliver Huntingdon : Ivan Sertic
- Jack Bandeira : Matija Jankovic
- Anthony Flanagan : Viktor
- Alec Secareanu : Darius Knezevic

Version française
- Studio de doublage : Dubbing Brothers (saison 1 et 2) puis Nice Fellow (saison 3)
- Adaptation : Nicolas Mourguye
- Direction artistique : Laurent Dattas
- Mixage : Patrick Tonarelli
- Chargée de production : Jennifer Harvey

 Source et légende : version française (VF) sur RS Doublage

## Épisodes
Les épisodes, sans titre, sont simplement numérotés.

### Première saison (2014)
La première saison est diffusée du 29 avril 2014 au 3 juin 2014 sur BBC One.

### Deuxième saison (2016)
Le tournage commence au début de 2015. Elle est diffusée du 9 février 2016 au 15 mars 2016 sur BBC One, les 14 et 21 mars 2019 sur France3.

## Distinctions

### Récompenses
- Festival international des programmes audiovisuels de Biarritz 2015 : FIPA d’or de la meilleure série
- Festival Polar de Cognac 2019 : Meilleure série internationale[8]